# Irina Laško
Irina Evgen'evna Laško coniugata Furler (in russo Ирина Евгеньевна Лашко?; Samara, 25 gennaio 1973) è una tuffatrice australiana di origine sovietica, che ha gareggiato per URSS, Russia e, infine, Australia.

## Biografia
Fu presente in quattro edizioni dei Giochi olimpici per altrettante rappresentative: per l'URSS a Seul nel 1988, per la Squadra Unificata (ex-URSS) a Barcellona nel 1992, per la Russia ad Atlanta nel 1996 e infine per l'Australia ad Atene nel 2004.
In tali partecipazioni conquistò tre medaglie: argento nel trampolino da tre metri per la Squadra Unificata a Barcellona e per la Russia ad Atlanta, e bronzo nel trampolino da tre metri sincro per l'Australia ad Atene.

## Palmarès
- Giochi olimpici

Barcellona 1992: argento nel trampolino 3 m.
Atlanta 1996: argento nel trampolino 3 m.
Atene 2004: bronzo nel trampolino 3 m sincro.
- Campionati mondiali di nuoto

Perth 1991: argento nel trampolino 3 m.
Perth 1998: oro nel trampolino 1 m e 3 m.
Fukuoka 2001: argento nel trampolino 3 m.
Barcellona 2003: oro nel trampolino 1 m.
- Campionati europei di nuoto

Bonn 1989: oro nel trampolino 1 m.
Atene 1991: oro nel trampolino 1 m e argento nel trampolino 3 m.
Sheffield 1993: argento nel trampolino 1 m.
Siviglia 1997: argento nel trampolino 1 m e nel trampolino 3 m sincro.
Istanbul 1999: argento nel trampolino 1 m e nel trampolino 3 m.
- Giochi del Commonwealth

Manchester 2002: oro nel trampolino 1 m e 3 m.
- Vincitore della Coppa del Mondo del trampolino 1 m nel 2000